# John Cantwell
Pour les articles homonymes, voir Cantwell.
John Cantwell Smith est un acteur et scénariste américain né le 15 décembre 1967 à Vicksburg, Mississippi (États-Unis).

## Filmographie

### comme acteur
- 1993 : Murder in the Heartland (en) (TV) : Coroner's assistant
- 1996 : September (TV) : Martin
- 1996 : Boot Camp : The Master
- 1997 : The Nellie Olesons : Actor
- 1998 : Boys in Love 2 : The Master
- 2001 : La Revanche d'une blonde (Legally Blonde) : Maurice
- 2002 : Star Quality : Buddy Diddit
- 2003 : Careful What You Wish For : Dave Johannson
- 2004 : Dog Gone Love : Tristan
- 2005 : Dishdogz : Sam Hooper

### comme scénariste
- 1997 : The Nellie Olesons